# Hyperthelia dissoluta
Hyperthelia dissoluta är en gräsart som först beskrevs av Christian Gottfried Daniel Nees von Esenbeck och Ernst Gottlieb von Steudel, och fick sitt nu gällande namn av Clayton. Hyperthelia dissoluta ingår i släktet Hyperthelia och familjen gräs. Inga underarter finns listade i Catalogue of Life.